# Кубок Франції з футболу 2018—2019
Кубок Франції з футболу 2018–2019 — 102-й розіграш кубкового футбольного турніру у Франції. Титул втретє здобув Ренн.

## Календар
| Етап                           | Раунд       | Дата                       |                            |
| ------------------------------ | ----------- | -------------------------- | -------------------------- |
| Попередній етап (регіональний) | 1 Раунд     | Регіональні дати           | Регіональні дати           |
| Попередній етап (регіональний) | 2 Раунд     | Регіональні дати           | Регіональні дати           |
| Попередній етап (регіональний) | 3 Раунд     | 15—16 вересня 2018         | 15—16 вересня 2018         |
| Попередній етап (регіональний) | 4 Раунд     | 29—30 вересня 2018         | 29—30 вересня 2018         |
| Попередній етап (регіональний) | 5 Раунд     | 13—14 жовтня 2018          | 13—14 жовтня 2018          |
| Попередній етап (регіональний) | 6 Раунд     | 27—28 жовтня 2018          | 27—28 жовтня 2018          |
| Попередній етап (національний) | 7 Раунд     | 17—18 листопада 2018       | 17—18 листопада 2018       |
| Попередній етап (національний) | 8 Раунд     | 8—9 грудня 2018            | 8—9 грудня 2018            |
| Фінальний етап                 | 1/32 фіналу | 4—16 січня 2019            | 4—16 січня 2019            |
| Фінальний етап                 | 1/16 фіналу | 22 січня — 2 лютого 2019   | 22 січня — 2 лютого 2019   |
| Фінальний етап                 | 1/8 фіналу  | 5—7 лютого 2019            | 5—7 лютого 2019            |
| Фінальний етап                 | 1/4 фіналу  | 26 лютого — 6 березня 2019 | 26 лютого — 6 березня 2019 |
| Фінальний етап                 | 1/2 фіналу  | 2—3 квітня 2019            | 2—3 квітня 2019            |
| Фінальний етап                 | Фінал       | 27 квітня 2019             | 27 квітня 2019             |

## Регламент
Кубок Франції складається з двох етапів:
- відбіркового, який складається з шести регіональних етапів (перші два організовуються в кожному регіоні за своєю схемою для клубів регіональних ліг, наступні чотири організовуються в регіонах централізовано за участі клубів з національних аматорських і напівпрофесіональних ліг) та двох національних етапів (7-й і 8-й етап, з 7-го стартують клуби Ліги 2 та представники заморських територій);
- фінального, який починається з 1/32 фіналу — з цього раунду стартують клуби провідної Ліги 1.

## 1/32 фіналу
| Команда 1                     | Рахунок      | Команда 2                           |
| ----------------------------- | ------------ | ----------------------------------- |
| 4 січня 2019                  |              |                                     |
| «Нант»                        | 4:1          | «Шатору» (2)                        |
| 5 січня 2018                  |              |                                     |
| «Бержерак» (4)                | 2:1          | «Ніор» (2)                          |
| «Ред Стар» (Сент-Уан) (2)     | 0:1          | «Кан»                               |
| «Бурж Фут» (5)                | 0:2          | «Олімпік» (Ліон)                    |
| «Орлеан» (2)                  | 3:2 дч       | «Еглон дю Ламантен» ( Мартиніка)    |
| «Гравлін» (6)                 | 0:3 дч       | «Вільфранш» (Вільфранш-сюр-Сон) (3) |
| «Ам'єн»                       | 1:0          | «Валансьєн» (2)                     |
| «Шильтігайм» (4)              | 1:3          | «Діжон»                             |
| «Сен-Кантен» (5)              | 1:2 дч       | «Мец» (2)                           |
| «Круа» (4)                    | 2:0          | «Раон» (Раон-л'Етап) (5)            |
| «Мариньян-Жиньяк» (3)         | 1:1 пен. 3:0 | «Клермон» (2)                       |
| «Сет» (4)                     | 1:0          | «Лімоне-Сен-Дідьєр» (5)             |
| «Ліон-Дюшер» (3)              | 3:0          | «Нім»                               |
| «Ле-Пюї» (Ле-Пюї-ан-Веле) (4) | 0:1          | «Нансі» (2)                         |
| «Стад Понтіві» (5)            | 2:4          | «Генгам»                            |
| «Тур» (3)                     | 1:2          | «Ле-Ерб'є» (4)                      |
| «Бастія» (5)                  | 2:2 пен. 5:4 | «Конкарно» (3)                      |
| «Вірі-Шатійон» (6)            | 1:0          | «Анже»                              |
| «Саннуа Сен-Гратьян» (3)      | 1:0          | «Монпельє»                          |
| 6 січня 2018                  |              |                                     |
| «Олімпік» (Страсбур) (7)      | 0:6          | «Сент-Етьєн»                        |
| «Сен-Приве-Сен-Ілер» (4)      | 3:1          | «Оріяк-Арпажон» (5)                 |
| «Кане-Руссійон» (5)           | 0:1          | «Монако»                            |
| «Нуазі-ле-Гран» (6)           | 2:1          | «Газелек» (Аяччо) (2)               |
| «Андрезьє-Бутеон» (4)         | 2:0          | «Олімпік» (Марсель)                 |
| «Тулуза»                      | 4:1          | «Ніцца»                             |
| «Лонго» (7)                   | 0:0 пен. 1:4 | «Вітре» (4)                         |
| «Понтіві» (5)                 | 0:4          | «Парі Сен-Жермен» (Париж)           |
| «Бордо»                       | 0:1          | «Гавр» (2)                          |
| «Ренн»                        | 2:2 пен. 5:4 | «Брест» (2)                         |
| «Реймс»                       | 2:0          | «Ланс» (2)                          |
| 7 січня 2018                  |              |                                     |
| «Лілль»                       | 1:0          | «Сошо» (Монбельяр) (2)              |
| 16 січня 2018                 |              |                                     |
| «Гренобль» (2)                | 0:1 дч       | «Страсбур»                          |

## 1/16 фіналу
| Команда 1                           | Рахунок      | Команда 2           |
| ----------------------------------- | ------------ | ------------------- |
| 22 січня 2019                       |              |                     |
| «Тулуза»                            | 1:1 пен. 4:3 | «Реймс»             |
| «Нансі» (2)                         | 1:2 дч       | «Генгам»            |
| «Андрезьє-Бутеон» (4)               | 1:2          | «Ліон-Дюшер» (3)    |
| «Вільфранш» (Вільфранш-сюр-Сон) (3) | 2:0          | «Ле-Ерб'є» (4)      |
| «Сет» (4)                           | 0:1          | «Лілль»             |
| «Монако»                            | 1:3          | «Мец» (2)           |
| 23 січня 2019                       |              |                     |
| «Сент-Етьєн»                        | 3:6          | «Діжон»             |
| «Сен-Приве-Сен-Ілер» (4)            | 0:2          | «Ренн»              |
| «Бержерак» (4)                      | 2:3 дч       | «Орлеан» (2)        |
| «Мариньян-Жиньяк» (3)               | 0:0 пен. 3:4 | «Круа» (4)          |
| «Вірі-Шатійон» (6)                  | 0:6          | «Кан»               |
| «Парі Сен-Жермен» (Париж)           | 2:0          | «Страсбур»          |
| 24 січня 2019                       |              |                     |
| «Бастія» (5)                        | 2:1          | «Нуазі-ле-Гран» (6) |
| «Вітре» (4)                         | 3:0          | «Гавр» (2)          |
| «Ам'єн»                             | 0:2          | «Олімпік» (Ліон)    |
| 2 лютого 2019                       |              |                     |
| «Саннуа Сен-Гратьян» (3)            | 0:1          | «Нант»              |

Матч «Саннуа Сен-Гратьян» — «Нант» перенесений з 23 на 27 січня через зникнення літака з Еміліано Сала, і ще раз перенесений на 2 лютого для приведення до норм безпеки клубного стадіону господарів.

## 1/8 фіналу
| Команда 1                           | Рахунок      | Команда 2                 |
| ----------------------------------- | ------------ | ------------------------- |
| 5 лютого 2019                       |              |                           |
| «Круа» (4)                          | 0:3          | «Діжон»                   |
| «Мец» (2)                           | 0:1          | «Орлеан» (2)              |
| «Нант»                              | 2:0          | «Тулуза»                  |
| «Бастія» (5)                        | 2:2 пен. 3:5 | «Кан»                     |
| 6 лютого 2019                       |              |                           |
| «Вільфранш» (Вільфранш-сюр-Сон) (3) | 0:3          | «Парі Сен-Жермен» (Париж) |
| «Вітре» (4)                         | 3:2          | «Ліон-Дюшер» (3)          |
| «Ренн»                              | 2:1          | «Лілль»                   |
| 7 лютого 2019                       |              |                           |
| «Генгам»                            | 1:2          | «Олімпік» (Ліон)          |

## 1/4 фіналу
| Команда 1                 | Рахунок | Команда 2    |
| ------------------------- | ------- | ------------ |
| 26 лютого 2019            |         |              |
| «Парі Сен-Жермен» (Париж) | 3:0     | «Діжон»      |
| 27 лютого 2019            |         |              |
| «Ренн»                    | 2:0     | «Орлеан» (2) |
| «Олімпік» (Ліон)          | 3:1     | «Кан»        |
| 6 березня 2019            |         |              |
| «Вітре» (4)               | 0:2     | «Нант»       |

## 1/2 фіналу
| Команда 1                 | Рахунок | Команда 2 |
| ------------------------- | ------- | --------- |
| 2 квітня 2019             |         |           |
| «Олімпік» (Ліон)          | 2:3     | «Ренн»    |
| 3 квітня 2019             |         |           |
| «Парі Сен-Жермен» (Париж) | 3:0     | «Нант»    |

## Фінал
| 27 квітня 2019 22:00 (EEST) |

| Ренн                        | 2:2 дч   | Парі Сен-Жермен      |
| --------------------------- | -------- | -------------------- |
| Кімпембе 40' (аг) Мешер 66' | Протокол | Алвес 13' Неймар 21' |

| Стад де Франс, Сен-Дені Глядачів: 75 000 Арбітр: Рудді Буке |

|                                                            |     | Пенальті                                            |  |
| Ньянг · Бен Арфа · Греньє · Леа Сілікі · Бенсебаїні · Сарр | 6:5 | Кавані · Алвес · Паредес · Бернат · Неймар · Нкунку |  |